# شقايق فراهاني
شقايق فراهاني (بالفارسية: شقایق فراهانی) (من مواليد 24 يوليو 1972)؛ ممثلة إيرانية، وهي ابنة الممثل والمخرج المخضرم بهزاد فراهاني وأخت الممثلة غلشيفته فراهاني.

## الحياة الشخصية
شقايق هي الابنة الكبرى في عائلة فنية مكونة من بهزاد فراهاني والممثلة المسرحية فهيمه رحيمنيا. كانت متزوجة وتطلقت بعد ذلك بسنوات. أصبحت أمًا لابن يدعى سام في سن العشرين.

## أهم الأعمال السينمائية
- ليلى، 1996
- توتا، 1996
- الحب ليس كافياً، 1998
- شجرة الكمثرى، 1998
- ليالي طهران 1999
- مظلة لشخصين، 2001
- الفراشة في الريح، 2004
- شارلاتان، 2005
- الضيف، 2006
- بحارة في المطر، 2008
- متروبول، 2013
- الإصدار المشروط، 2016
- سنتي الثانية في الكلية، 2019

## روابط خارجية
- شقايق فراهاني على موقع IMDb (الإنجليزية)
- شقايق فراهاني على موقع قاعدة بيانات الفيلم (الإنجليزية)